# 沃爾切萊萊鄉 (克勒拉希縣)
44°23′N 27°10′E / 44.383°N 27.167°E
沃爾切萊萊鄉（羅馬尼亞語：Comuna Vâlcelele, Călărași），是羅馬尼亞的鄉份，位於該國南部，由克勒拉希縣負責管轄，處於布加勒斯特以東80公里，每年平均降雨量915毫米，海拔高度43米，2007年人口1,839。